# Архангельский, Александр Семёнович
Алекса́ндр Семёнович Арха́нгельский (12 [24] июля 1854, Пенза, Российская империя — 24 апреля 1926, Москва, РСФСР, СССР) — русский писатель, литературовед и педагог, филолог, профессор истории русской литературы в Казанском университете, член-корреспондент Императорской академии наук (1904).

## Биография
Александр Архангельский родился 12 (24) июля 1854 года. Его отец Семён Кузьмич Архангельский — окончивший курс в Горыгорецком земледельческом институте преподаватель Пензенской семинарии, позже ставший священником.
Первоначальное образование получил в Пензенском духовном училище и Пензенской духовной семинарии, из пятого класса которой поступил на историко-филологический факультет Казанского университета.

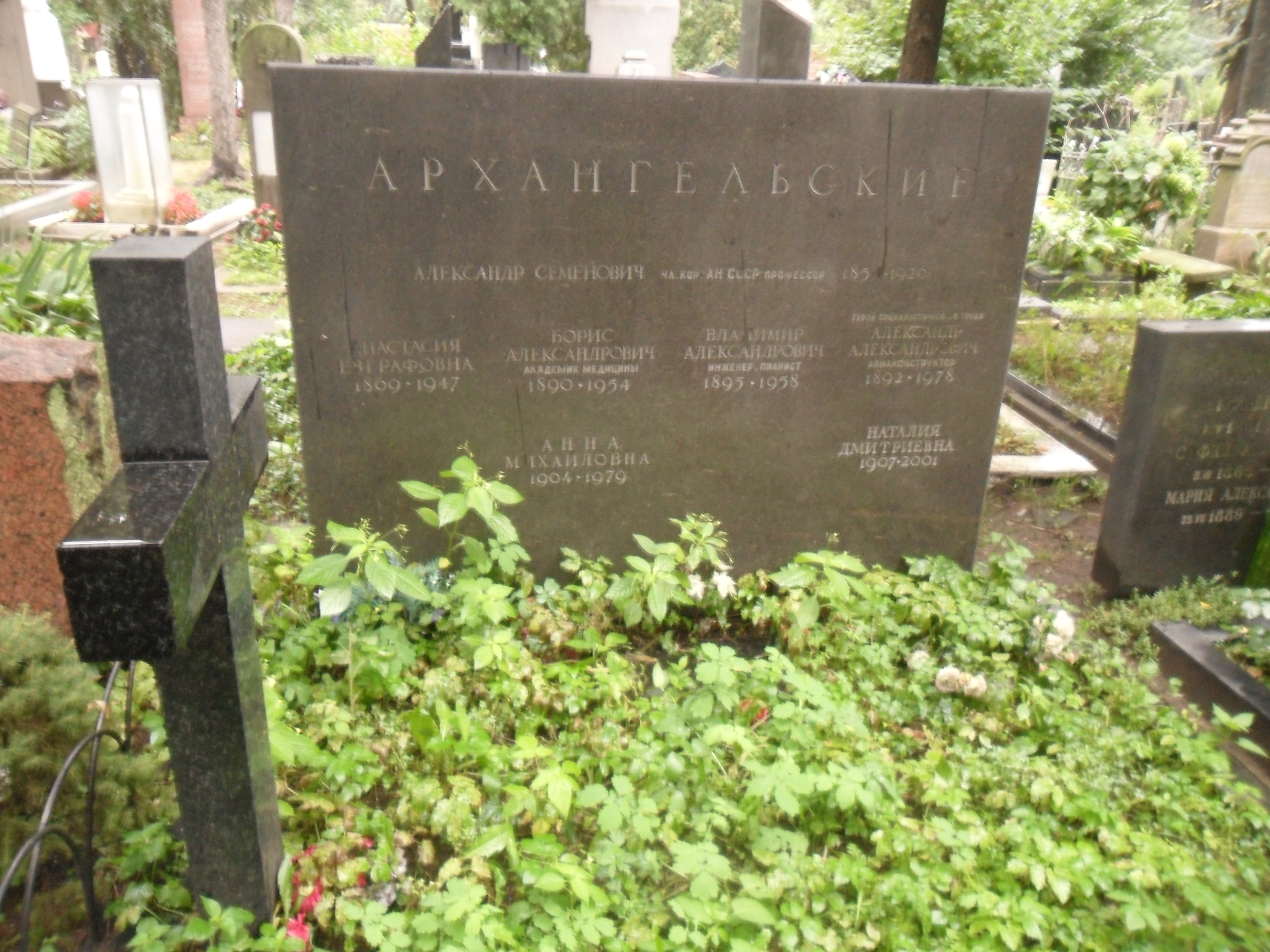
Могила А. С. Архангельского и его родственников на Новодевичьем кладбище.

По окончании университетского курса в 1876 году, он некоторое время состоял преподавателем русской словесности Симбирской гимназии, но 30 мая 1878 года был избран профессорским стипендиатом и после сдачи магистерского экзамена в 1879 году был командирован для занятий в Москву и Санкт-Петербург.
В мае 1882 года за исследование «Нил Сорский и Вассиан Патрикеев, их литературные труды и идеи в древней Руси» (СПб., 1882) он получил в Казанском университете степень магистра русской словесности и был избран доцентом по кафедре русской словесности; 1 октября 1884 года возведён в звание экстраординарного профессора.
Степень доктора истории русской литературы он получил в Санкт-Петербургском университете 28 мая 1890 года за работу «Творения отцов церкви в древнерусской письменности» и 26 ноября того же года был утверждён ординарным профессором.
В 1894—1897 годах был в заграничной научной командировке.
С 1907 года — заслуженный профессор. В мае 1908 года вышел в отставку из университета и с 1908 года состоял инспектором классов Санкт-Петербургского Елизаветинского института.
С 20 ноября 1887 года являлся действительным членом Общества любителей российской словесности. Член-корреспондент Московского археологического общества (1888).
С 1899 года был председателем Казанского общества любителей отечественной словесности. Также Архангельский принимал активное участие в создании Энциклопедического словаря Брокгауза и Ефрона. Печатался в журнале А. А. Хованского «Филологические записки». Он был редактором Полного собрания сочинений Жуковского (СПб., 1902. Т. 1—12).
С 1918 по 22 февраля 1920 года был первым ректором Симбирского пролетарского университета, освобождён от должности ректора по состоянию здоровья.
Умер 24 апреля 1926 года в Москве. Похоронен на Новодевичьем кладбище.

### Семья
- Сын Борис Александрович Архангельский (1890—1954, СССР) — советский акушер-гинеколог, академик АМН СССР (1944), заслуженный деятель науки РСФСР (1943).
- Сын Александр Александрович Архангельский (1892—1978) — советский авиаконструктор, Герой Социалистического Труда (1947).
- Сын Владимир Александрович Архангельский (1895—1958) — инженер-аэродинамик, директор ЦАГИ, пианист, доцент Московской консерватории имени П. И. Чайковского, репрессирован, реабилитирован.